# Saadcore
Saadcore ist das zweite Soloalbum des Bremer Rappers Baba Saad. Es erschien am 22. März 2008 über das Label ersguterjunge. Ursprünglich hätte Saadcore bereits im Herbst 2007 unter dem Titel Der Pate erscheinen sollen. Aus rechtlichen Gründen musste der Titel jedoch geändert werden, was zu einer verschobenen Veröffentlichung führte.
Seit Dezember 2012 darf das Album nicht mehr an Jugendliche unter 18 Jahren verkauft werden. Als Begründung gibt die Bundesprüfstelle für jugendgefährdende Medien, die für Indizierungen verantwortlich ist, an, dass es frauenfeindliche Texte enthält.

## Titelliste
| #  | Titel                      | Gastmusiker      | Produzent   | Länge |
| -- | -------------------------- | ---------------- | ----------- | ----- |
| 1  | Intro                      |                  | Screwaholic | 1:26  |
| 2  | Strassenpolitik            |                  | Screwaholic | 3:33  |
| 3  | Drei                       | Bushido, D-Bo    | Screwaholic | 3:52  |
| 4  | Der Smog                   |                  | Decay       | 2:51  |
| 5  | Hier geht es nicht um dich |                  | Decay       | 2:51  |
| 6  | Alles wegen dir            |                  | Screwaholic | 3:38  |
| 7  | Regen                      | Bushido          | Beatlefield | 3:35  |
| 8  | Leben (Skit)               |                  | Martelli    | 0:55  |
| 9  | Das Leben ist so           |                  | Martelli    | 3:38  |
| 10 | Beirut                     |                  | Kingsize    | 3:29  |
| 11 | Ich schiess                |                  | Blanco      | 3:37  |
| 12 | La Familia                 | Bushido, Kay One | Beatlefield | 3:32  |
| 13 | Saad Capone                |                  | Raf Camora  | 2:28  |
| 14 | Manchmal                   |                  | Blanco      | 3:44  |
| 15 | Jamila                     |                  | Screwaholic | 3:20  |
| 16 | Yayo                       |                  | Bushido     | 3:15  |
| 17 | Kopf durch die Wand        | JokA             | Kingsize    | 3:56  |
| 18 | Zeig mir deine Freunde     | Ado              | Crada       | 4:27  |
| 19 | Outro                      |                  | Blanco      | 1:34  |

| # | Titel                    | Gastmusiker   | Produzent     | Länge |
| - | ------------------------ | ------------- | ------------- | ----- |
| 1 | Es wird Zeit             |               | Screwaholic   | 3:06  |
| 2 | Was kann ich dafür?      |               | Screwaholic   | 3:05  |
| 3 | Air Force One            | Nyze          | Screwaholic   | 2:23  |
| 4 | Was willst du machen?    | Bizzy Montana | Bizzy Montana | 3:12  |
| 5 | Hasta la Vista           |               | Crada         | 3:06  |
| 6 | Das Leben ist so (Remix) |               | Screwaholic   | 4:25  |
| 7 | Regen (Video)            | Bushido       |               | 3:36  |

## Illustration
Das Cover der normalen Version zeigt ein Mikrofon. Um dieses sind mehrere Kabel gewickelt, die ab der Hälfte des Covers zu Stacheldraht werden. Unter dem Mikrofon befindet sich eine Bärenfalle. Darunter prangt der Schriftzug des Albums. Links oben befindet sich das Logo von Saad. Alle Schriftzüge auf dem Cover sind in Grün gehalten. Den Hintergrund stellt eine in einem grünlichen Ton gehaltene Wand dar.
Das Cover der Premium Edition ist ähnlich aufgebaut. Allerdings ist da das Mikrofon größer und steht mehr im Mittelpunkt. Es befindet sich keine Falle im Bild. Die Wand ist hier eher gräulich gefärbt, was sich auf das gesamte Bild auswirkt.

## Gastbeiträge
Auf der normalen Edition befinden sich neben Saad fünf verschiedene Künstler. Dabei ist der Rapper Bushido dreimal vertreten (auf Drei, La Familia und Regen). Auf dem Song Drei ist zudem der Rapper D-Bo vertreten, der zum Zeitpunkt der Veröffentlichung von Saadcore bei ersguterjunge unter Vertrag stand. Bei La Familia ist neben Saad und Bushido Kay One zu hören. Beim Song Kopf durch die Wand wird Saad vom Bremer Rapper JokA, der bereits auf Saads Debütalbum Das Leben ist Saad vertreten war, unterstützt. Zudem ist der Sänger Ado auf Zeig mir deine Freunde mit einem Gesangspart vertreten.
Auf der Premium Edition befinden sich zwei weitere Features. Auf Air Force One ist Saads Labelpartner Nyze vertreten. Bizzy Montana, ebenfalls bei ersguterjunge unter Vertrag, ist zudem auf dem Song Was willst du machen? an Bord.

## Produzenten
An der Albumproduktion waren insgesamt zehn verschiedene Produzenten beteiligt. Als Hauptproduzent trat dabei Ex-ersguterjunge-Produzent Screwaholic in Erscheinung. Er produzierte acht Tracks auf dem Album. Außerdem war er für den Remix von Das Leben ist so, welcher auf der Premium Edition erschien, verantwortlich. Ein weiterer Track wurde von Bushido produziert. Benny Blanco steuerte drei Tracks zu Saadcore bei. Als weiterer Produzent tritt Milan Martelli auf, der zwei weitere Tracks produzierte. Auch Kingsize und Decay sind als Produzenten mit jeweils zwei Beiträgen am Album beteiligt. Bizzy Montana, der auch als Rapper auf dem Album ist, ist ein weiterer Produzent, der auf Saadcore vertreten ist. Auch RAF Camora war auf der CD als Produzent beteiligt. Außerdem begleitete der Produzent Crada das Album mit zwei musikalischen Werken.

## Kritiken
Das Album wurde von den Medien mehrheitlich als enttäuschend eingeschätzt und zumeist schlechter als der Vorgänger bewertet.
laut.de bewertete das Album mit nur einem von möglichen fünf Sternen. Der Autor bemängelte die Texte, die er zumeist als langweilig und primitiv erachtet, sowie die Selbstüberschätzung des Bremer Rappers. Lediglich der Song Das Leben ist so könne überzeugen. Positiv werden nur die Mehrheit der Musik bewertet.
rappers.in bewertete das Album mit zwei von möglichen seches Mics:

„Saads zweites Soloalbum fällt im Vergleich zum Vorgänger deutlich ab. Die Thematik entspricht dem, was man von Ersguterjunge erwartet und lässt wenig Raum für Abwechslung. Dabei sind es gerade Tracks wie "Das Leben ist so", die aus der Gewohnheit ausbrechen und unter anderem auch deswegen so überzeugen. Wären auf "Saadcore" mehrere Tracks von diesem Schlag vertreten, hätte es die LP zu sicherlich mehr als nur Einheitsbrei bestehend aus Phrasen gebracht. So allerdings ist sie zwar gut produziert, aber absolut eintönig und größtenteils niveauarm.“

Auch mycitylive.de kritisierte am Album die mangelnden Inhalte des Albums. Saadcore sei ein äußerst monotones Album, das größtenteils dieselben Themen behandele und meist sehr primitiv sei. Positiv hervorgehoben wurde die Musik, die aber nicht zu den Raps von Saad passen. Auch hier wurde Das Leben ist so als Highlight des Albums bezeichnet.
rap4fame.de bewertete das Album mit 2,5 von möglichen fünf Punkten:

„Das Album weißt ausschließlich Beats auf, die on top sind und einen Saad, der auf jedem Beat überzeugen kann und sich locker gegen seine Features durchsetzt, auch wenn der Track mit Joka ziemlich ausgeglichen ist, was die Skills der Beiden angeht. Einzig und alleine die Stimme könnte für viele noch ein Problem sein. Ich mag sie! Was soll ich hier noch zu sagen? Saad hat mich definitiv überzeugt, richtig "Saadcore"!“

„Saadcore ist ein musikalisch dumpfes und lyrisch stumpfsinniges Album, das keinen Spaß macht. Saad will wie sein großes Vorbild Bushido provozieren, wird von vielen Szenemitgliedern aber höchstens als „Opfer“ belächelt. Konzeptionell wirken die Stücke zerrissen, da das ursprüngliche Konzept des Paten nicht zu Ende gedacht wurde. Gäbe es nicht hier und da Unterstützung von Deutschlands einzigem Platinrapper nebst Label-Anhang („Regen“, „Drei“, „La Familia“) – „Saadcore“ wäre eine noch ärmere Veranstaltung als sie es jetzt schon ist.“

## Chartplatzierungen
Saadcore stieg auf Platz neun der deutschen Albumcharts ein. Der Tonträger erreichte in den kommenden drei Wochen in den Top 100 die Platzierungen 44, 65 und 87. Somit konnte sich das Album weniger lange als der Vorgänger Das Leben ist Saad in den Charts halten, erreichte jedoch die bessere Anfangsplatzierung. In der Schweiz erreichte das Album die Rangierungen 49 und 98. In den österreichischen Charts erreichte das Album in der ersten Verkaufswoche Platz 63. Danach konnte sich Saadcore nicht mehr in den Top 100 platzieren.
| ChartsChartplatzierungen | Höchstplatzierung | Wochen |
| ------------------------ | ----------------- | ------ |
| Deutschland (GfK)        | 9 (4 Wo.)         | 4      |
| Österreich (Ö3)          | 63 (1 Wo.)        | 1      |
| Schweiz (IFPI)           | 49 (2 Wo.)        | 2      |